# Comuna de Grabowiec
Grabowiec (polaco: Gmina Grabowiec) é uma gminy (comuna) na Polónia, na voivodia de Lublin e no condado de Zamojski. A sede do condado é a cidade de Grabowiec.
De acordo com os censos de 2004, a comuna tem 4685 habitantes, com uma densidade 36,4 hab/km².

## Área
Estende-se por uma área de 128,88 km², incluindo:
- área agricola: 85%
- área florestal: 10%

## Demografia
Dados de 30 de Junho 2004:
|                      | Total   | Total | Mulheres | Mulheres | Homens  | Homens |
| -------------------- | ------- | ----- | -------- | -------- | ------- | ------ |
|                      | pessoas | %     | pessoas  | %        | pessoas | %      |
| População            | 4685    | 100   | 2363     | 50,4     | 2322    | 49,6   |
| Densidade (pop./km²) | 36,4    | 100   | 18,3     | 18,3     | 18      | 18     |

De acordo com dados de 2002, o rendimento médio per capita ascendia a 1095,76 zł.

## Subdivisões
- Bereść, Bronisławka, Cieszyn, Czechówka, Dańczypol, Grabowiec-Góra, Grabowiec, Grabowczyk, Henrykówka, Hołużne, Majdan Tuczępski, Ornatowice, Ornatowice-Kolonia, Rogów, Siedlisko, Skibice, Skomorochy Małe, Skomorochy Duże, Szczelatyn, Szystowice, Tuczępy, Wolica Uchańska, Wólka Tuczępska, Żurawlów.

## Comunas vizinhas
- Kraśniczyn, Miączyn, Sitno, Skierbieszów, Trzeszczany, Uchanie, Wojsławice.